# Кім Ун Йон
Кім Ун Йон (Хангиль: 김웅용; нар. 8 березня, 1962, Сеул, Південна Корея) — південнокорейський професор і колишній вундеркінд, який утримував світовий рекорд Книги рекордів Гіннеса як людина з найвищим IQ — 210.

## Життєпис

### Дитинство
Кім Ун Йон народився 8 березня 1962 року в Сеулі, Південна Корея. Його батько був професором фізики, а мати — професором медицини. До моменту коли йому виповнився рік, Кім вже вивчив хангиль і 1,000 китайських ієрогліфів з китайської поеми VI століття Тисячослів.
В трирічному віці він міг розв'язувати задачі диференціального та інтегрального числення, а також опублікував книгу зі своїми ессе англійською та німецькою мовами. В 5 років Кім міг розмовляти корейською, англійською, французькою, німецькою і японською. В тому ж віці він вступив до школи Grant High School в Лос-Анджелесі, яка звернула на Кіма увагу завдяки статті про нього в американському журналі Look. Він також відвідував заняття з фізики в університеті Ханьянг.

### Поява на Fuji TV

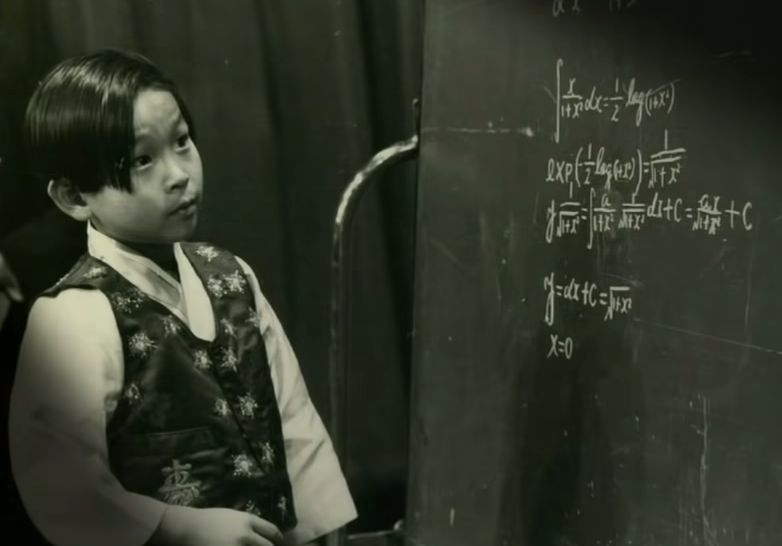
Кім Ун Йон розв'язує диференціальні рівняння в віці 7 років

Коли Кіму було 5 років він з'явився на Fuji TV в Японії і шокував аудиторію розв'язуючи диференціальні рівняння . Пізніше він знову з'явився на японському телебаченні, розв'язуючи складні задачі з диференціальними та інтегральними обчисленнями.

### Освіта
Поширювались чутки, що коли Кіму було вісім років він ніби-то розпочав навчання на курсі ядерної фізики в Університеті Колорадо. Ця інформація заперечувалась та спростовувалась різними джерелами. Зокрема, його батько повідомим журналістам, що поїздка до Японії для зйомок в телешоу Fuji була «єдиним випадком коли він покидав країну», а інформація про наміри здобути ступінь доктора філософії і магістра в США це «журналістська нісенітниця». Водночас мати заявляла, що Кім все таки «покидав країну на короткий час, щоб відвідувати заняття в Університеті Колорадо», однак майже відразу повернувся через те, що умови там «не відповідали рівню генія [Кіма]», який весь час до цього навчався в домашніх умовах.
Для отримання роботи в Південній Кореї Кіму було необхідно формально завершити навчання в школі. Він здобув диплом про здобуття середньої освіти лише за два роки. Після цього він вступив до Національного університету Чунгбук на напрям «цивільне будівництво», де здобув ступінь доктора філософії.

### Доросле життя
Станом на 2007 рік Кім працював ад'юнкт-викладачем у Національному університеті Чунгбук. 14 березня 2014 року він став доцентом університету Шінхан і став віце-президентом Дослідницького центру розвитку Північного Кьонгі.
В 2010 році Кім розкритикував твердження, що він є «генієм невдахою», сказавши наступне: «Дехто вважає, що люди з високим IQ мають мати здібності до будь-чого, але це неправда. Подивіться на мене, у мене немає музичного таланту, я не займаюся спортом […] Суспільство не повинно нікого  судити за односторонніми стандартами — кожен має різний рівень освіти, різні надії, таланти та мрії, і ми повинні це поважати».